# Mitsuo Matsunaga
Mitsuo Matsunaga (jap. 松永満雄 Matsunaga Mitsuo; * 8. Februar 1939; † 2009) war ein japanischer Judoka. Er gewann bei Weltmeisterschaften je eine Gold-, Silber- und Bronzemedaille.

## Sportliche Karriere
Matsunaga belegte 1962 den dritten Platz bei den japanischen Meisterschaften in der offenen Klasse. Bei den Weltmeisterschaften 1965 in Rio de Janeiro trat er im Schwergewicht an und unterlag im Finale dem Niederländer Anton Geesink. 1966 gewann Matsunaga die japanischen Meisterschaften in der offenen Klasse. Bei den Weltmeisterschaften 1967 in Salt Lake City trat Matsunaga in der offenen Klasse an, im Finale bezwang er den Deutschen Klaus Glahn. 1968 belegte Matsunaga noch einmal den dritten Platz bei den japanischen Meisterschaften in der offenen Klasse. 1969 trat Mitsuo Matsunaga in Mexiko-Stadt zum dritten Mal bei Judo-Weltmeisterschaften an. Im Poolfinale unterlag er Giwi Onaschwili aus der Sowjetunion. Durch einen Sieg in der Hoffnungsrunde über den Niederländer Dirk Eveleens hatte er die Bronzemedaille sicher, im Halbfinale unterlag er seinem Landsmann Shūji Suma.